# Mantispa
Genre
Mantispa est un genre d'insectes névroptères de la famille des mantispidés, dont il est le genre type, et comprenant une centaine d'espèces.

## Liste des espèces
Selon GBIF (19 juin 2021) :
- Mantispa adelungi Navás, 1912
- Mantispa agapeta (Navás, 1914)
- Mantispa alicante Banks, 1913

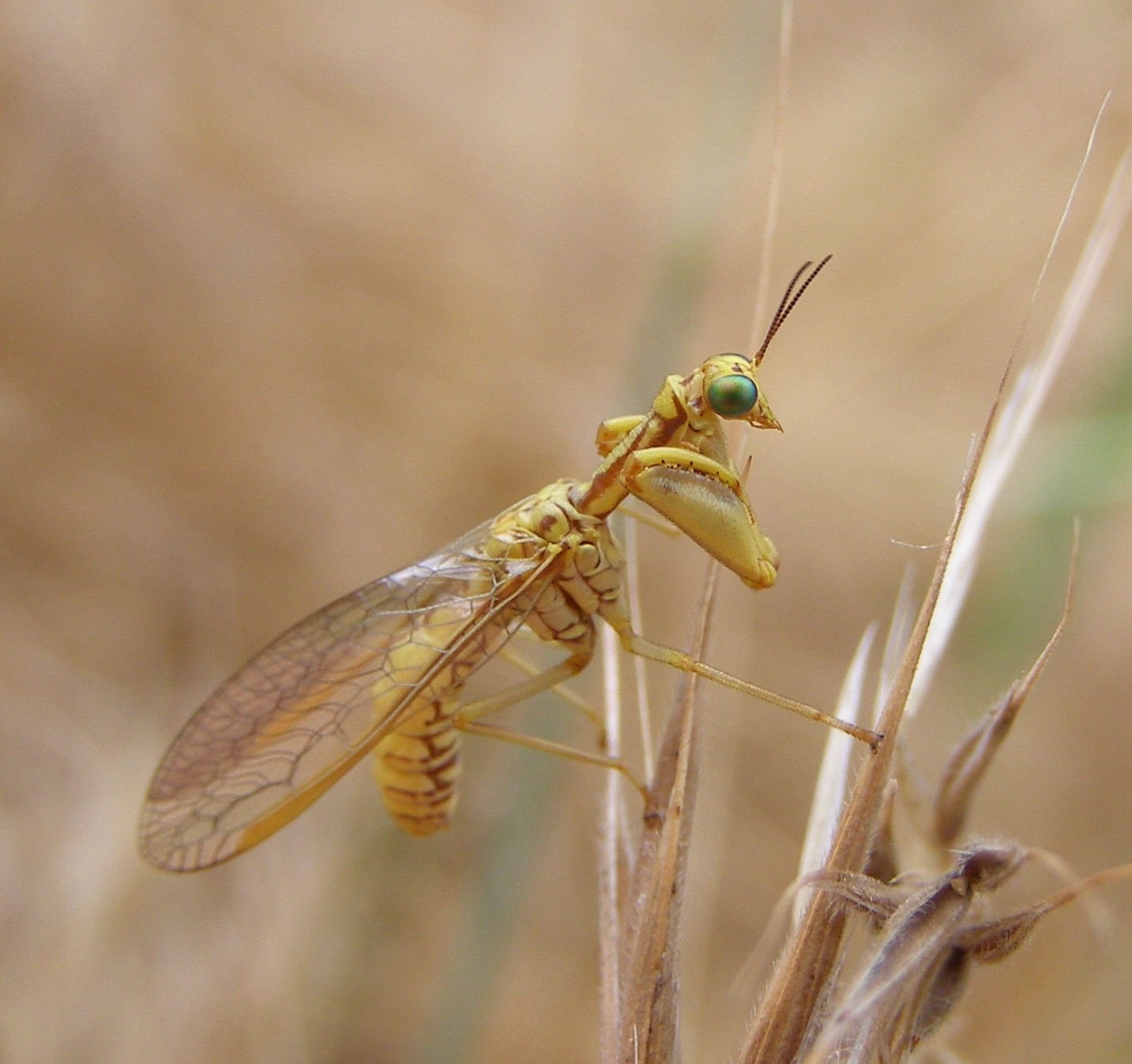
Mantispa asphavexelte.

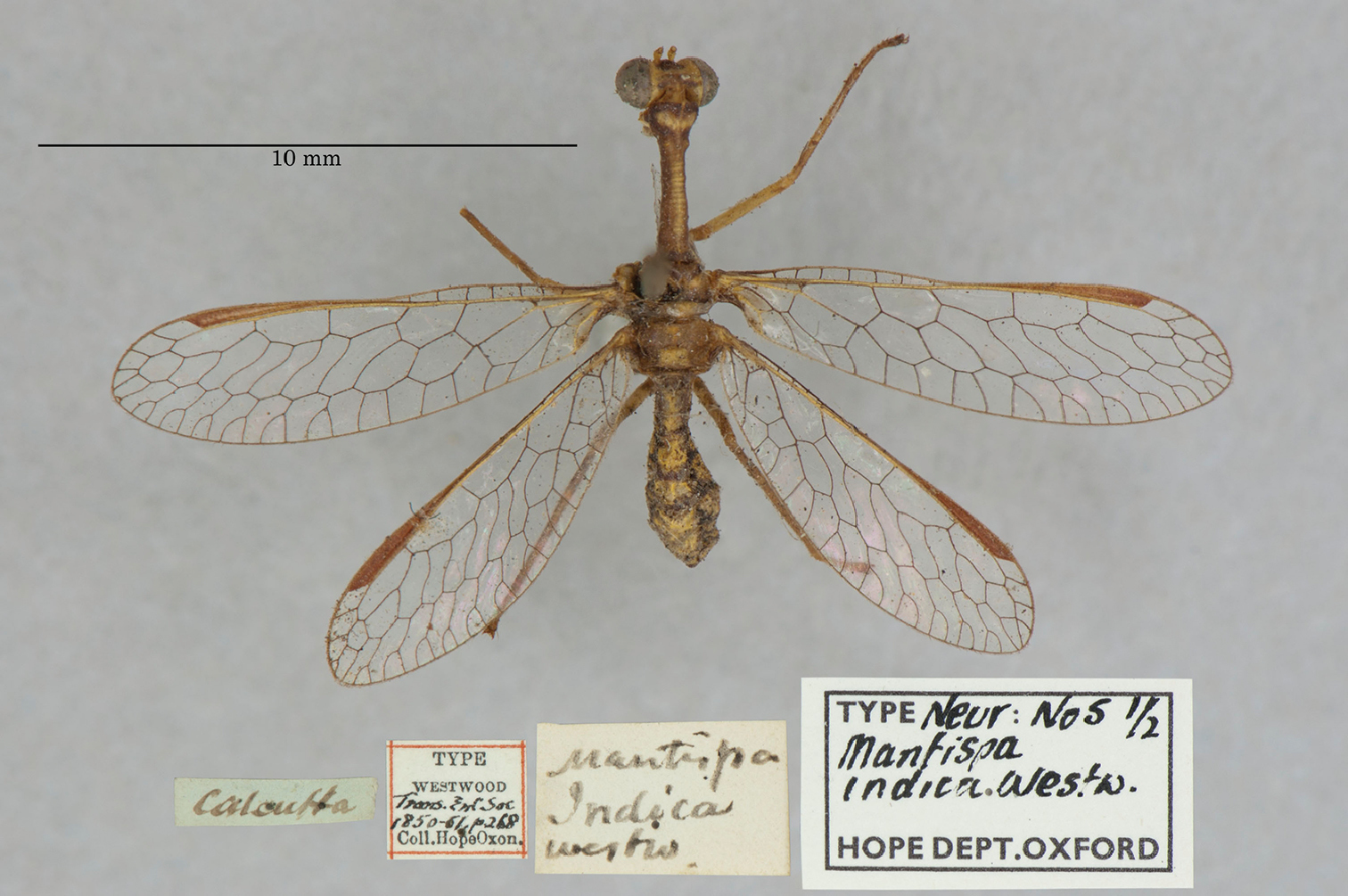
Mantispa indica.

- Mantispa amabilis Gerstaecker, 1894
- Mantispa ambonensis Ohl, 2004
- Mantispa annulicornis Gerstaecker, 1894
- Mantispa aphavexelte U.Aspöck & H.Aspöck, 1994
- Mantispa azihuna (Stitz, 1913)
- Mantispa basalis (Navás, 1927)
- Mantispa basilei (Navás, 1930)
- Mantispa bicolor (Stitz, 1913)
- Mantispa boliviana (Navás, 1927)
- Mantispa brevistigma Yang, 1999
- Mantispa castaneipennis Esben-Petersen, 1917
- Mantispa celebensis Enderlein, 1910
- Mantispa centenaria Esben-Petersen, 1917
- Mantispa chlorodes (Navás, 1914)
- Mantispa chlorotica (Navás, 1912)
- Mantispa completa Banks, 1920
- Mantispa coomani (Navás, 1930)
- Mantispa coorgensis Ohl, 2004
- Mantispa cora Newman, 1838
- Mantispa cordieri (Navás, 1933)
- Mantispa crenata Navás, 1914
- Mantispa decepta Banks, 1920
- Mantispa delicata (Navás, 1914)
- Mantispa deliciosa (Navás, 1927)
- Mantispa ellenbergeri (Navás, 1927)
- Mantispa elpidica (Navás, 1914)
- Mantispa enderleini Banks, 1914
- Mantispa fausta (Thunberg, 1784)
- Mantispa fenestralis Navás, 1914
- Mantispa finoti Navás, 1909
- Mantispa flavicauda (Navás, 1914)
- Mantispa flavinota Handschin, 1963
- Mantispa frontalis (Navás, 1914)
- Mantispa fuliginosa Loew, 1859
- Mantispa fuscipennis Erichson, 1839
- Mantispa gillavryna (Navás, 1926)
- Mantispa gradata (Navás, 1926)
- Mantispa greeni Banks, 1913
- Mantispa gulosa Taylor, 1862
- Mantispa guttula Fairmaire, 1858
- Mantispa haematina (Navás, 1914)
- Mantispa haugi Navás, 1909
- Mantispa indica Westwood, 1852
- Mantispa iridipennis Guérin-Méneville, 1844
- Mantispa japonica McLachlan, 1875
- Mantispa javanica Westwood, 1852
- Mantispa latifrons Enderlein, 1910
- Mantispa lineolata Westwood, 1852
- Mantispa lobata Navás, 1912
- Mantispa loveni (Navás, 1928)
- Mantispa luederwaldti Enderlein, 1910
- Mantispa lurida Walker, 1860
- Mantispa lutea (Stitz, 1913)
- Mantispa luzonensis Navás, 1909
- Mantispa maindroni Navás, 1909
- Mantispa mandarina Navás, 1914
- Mantispa marshalli (Navás, 1914)
- Mantispa maynei (Navás, 1929)
- Mantispa melanocera (Navás, 1913)
- Mantispa militaris (Navás, 1914)
- Mantispa moluccensis Banks, 1913
- Mantispa nabota (Olivier, 1797)
- Mantispa negusa Navás, 1914
- Mantispa neptunica Navás, 1914
- Mantispa newmani Banks, 1920
- Mantispa obscurata (Navás, 1914)
- Mantispa pallescens Stitz, 1913
- Mantispa paraguayana Ohl, 2004
- Mantispa pasteuri Navás, 1909
- Mantispa pehlkei Enderlein, 1910
- Mantispa phaeonota Navás, 1933
- Mantispa plicicollis Handschin, 1935
- Mantispa pygmaea (Stitz, 1913)
- Mantispa radialis (Navás, 1929)
- Mantispa radiata (Navás, 1914)
- Mantispa rimata (Navás, 1929)
- Mantispa salana (Navás, 1931)
- Mantispa scabricollis McLachlan, 1875
- Mantispa scutellaris Westwood, 1852
- Mantispa sibirica (Gmelin, 1790)
- Mantispa simplex Stitz, 1913
- Mantispa strigipes Westwood, 1852
- Mantispa styriaca (Poda, 1761)
- Mantispa subcostalis Navás, 1929
- Mantispa taina (Alayo, 1968)
- Mantispa tessmanni (Stitz, 1913)
- Mantispa tonkinensis Navás, 1930
- Mantispa transversa (Stitz, 1913)
- Mantispa umbripennis Walker, 1860
- Mantispa venulosa (Navás, 1914)
- Mantispa zayasi (Alayo, 1968)

## Systématique
Le nom scientifique de ce taxon est Mantispa, choisi en 1798 par le zoologiste allemand Johann Karl Wilhelm Illiger.
Mantispa a pour synonymes :
- Amycla Rafinesque, 1815
- Mantispilla Enderlein, 1910